# Telescopio WIYN
Il WIYN telescope è un telescopio del WIYN Consortium, composto dall'Università del Wisconsin-Madison, dall'Università dell'Indiana, dall'Università di Yale e dal NOAO. È riflettore in configurazione Ritchey-Chrétien, con uno specchio attivo di 3,5 m e una distanza focale di 6 m. È anche utilizzabile all'infrarosso.

## Telescopio da 0,9m

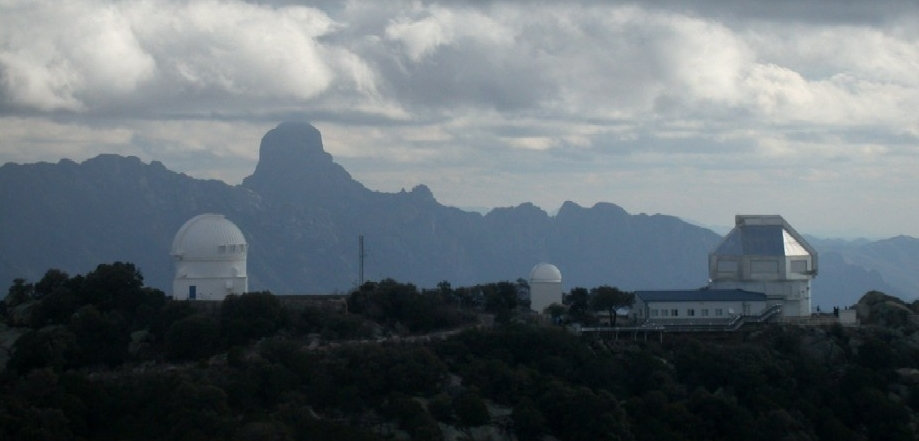
Telescopio da 3,5 m posto a destra e da 0,9 m a sinistra

Accanto al telescopio principale è situata una seconda cupola con cui costituisce il WIYN Observatory, frazione dell'Osservatorio di Kitt Peak. Ospita un telescopio Schmidt-Cassegrain da 90 cm entrato nel WIYN Consortium nel 2001 e dal 2014 con l'HDI (Half Degree Imager), uno strumento che gli conferisce un campo visivo di 29 arcmin.

## Strumenti

### Ungrader Imager
Nel 2013 il telescopio WIYN da 3,5 m ha commissionato una fotocamera ottica (l'Ungrader Imager) montata permanentemente su uno dei lati Nasmyth. Ad esso si aggiungono i rilevatori ODI, dispositivi Ortogonal Transfer Array (OTA), che ottimizzano l'eccellente qualità delle immagini di WIYN.

### Hydra

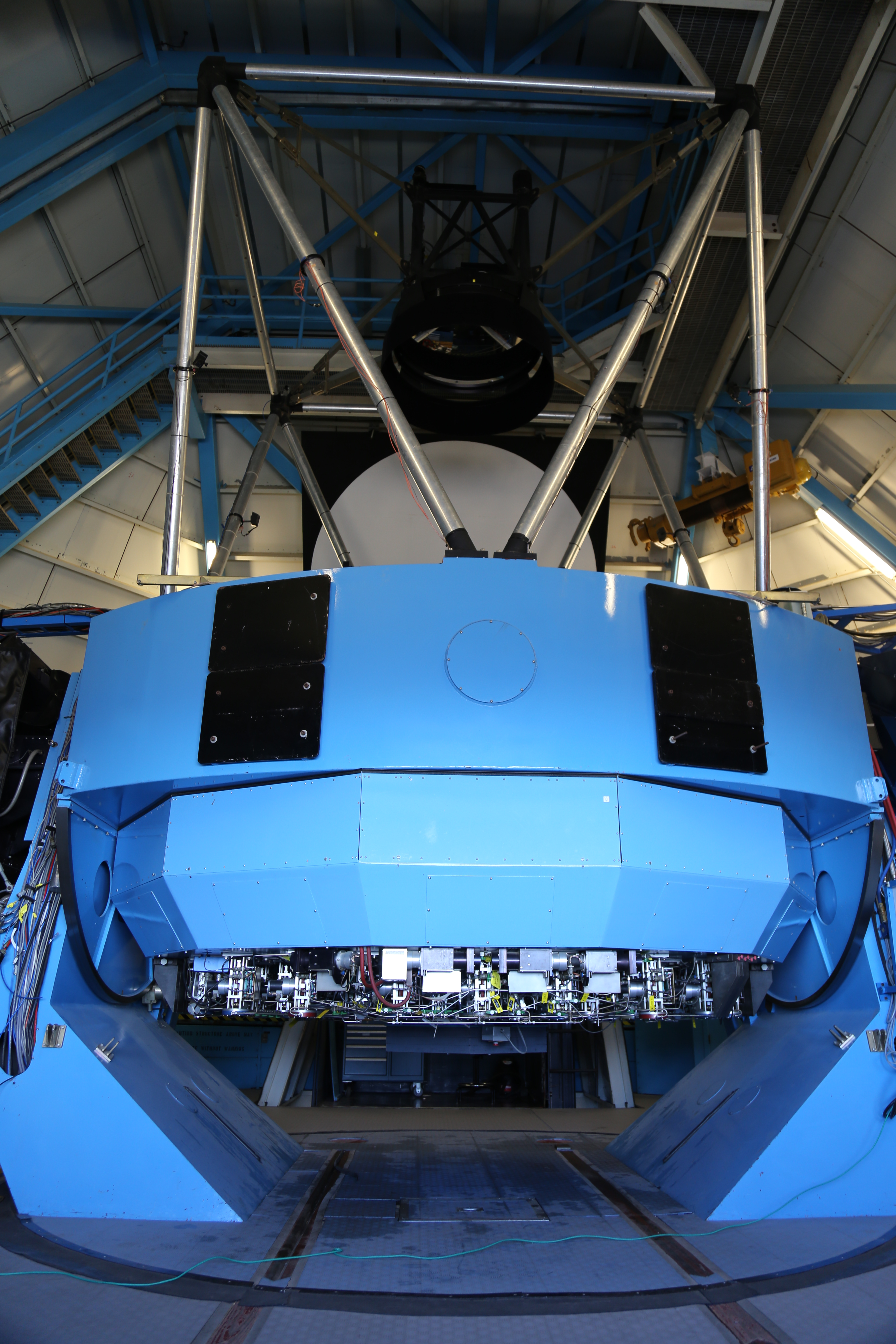
Telescopio da 3,5 m

Hydra è uno spettrometro multi-oggetto che utilizza fibre ottiche poste sul piano focale per trasmettere simultaneamente la luce da numerosi oggetti al Bench Spectrograph. Insieme ai successivi strumenti è situato sul secondo lato Nasmyth.

### WHIRC
WHIRC (WIYN High Resolution Infrared Camera) è una fotocamera nel vicino infrarosso che può essere usato insieme al modulo WIYN Tip-Tilt (WTTM) per fornire un'alta risoluzione angolare, alta sensibilità e un campo visivo moderatamente grande.

### IFU
Dal 2014 sono in uso le unità di campo integrale (IFU) HexPak, GradPak e Sparsepack. HexPak è stato progettato pensando alle galassie frontali e più giovani, con fibre più piccole da posizionare verso il nucleo di galassie a maggiore luminosità superficiale. GradPak è ideale per galassie di taglio, con le fibre più piccole posizionate sopra o vicino al piano medio. SparsePak, invece, alimenta il Bench Spectrograph ed è un fascio di fibre ottiche scarsamente ristrette. Ha un nucleo quasi integrale con una speciale geometria della fibra progettata per ottimizzare le prestazioni nell'obiettivo di studiare la distribuzione spaziale dei moti interni di gas e stelle nelle galassie vicine, oltre allo studio delle nebulose galattiche e extra-galattiche in generale.

### NEID
Per il 2019 è prevista l'installazione dello spettrometro NEID, frutto della collaborazione NN-EXPLORER tra NASA e NSF, allo scopo di studiare gli esopianeti tramite la leggera oscillazione della stella in seguito all'orbita di un pianeta.